# Анатолийские охотники-собиратели
Анатолийские охотники-собиратели (англ. Anatolian hunter-gatherers, AHG) — в археогенетике условное название наследственного компонента, выявленного в исследовании 2019 года на основе останков эпипалеолитического человека из центральной Малой Азии 13500 года до н. э. Популяция, связанная с этим человеком, была основным источником происхождения более поздних анатолийских неолитических земледельцев (также известных как ранние европейские земледельцы), которые наряду с западноевропейскими охотниками-собирателями (WHG) и древними северными евразийцами (через восточноевропейских охотников-собирателей и/или западных степных скотоводов) являются одним из трёх известных в настоящее время предковых генетических компонентов современных европейцев.

## Введение

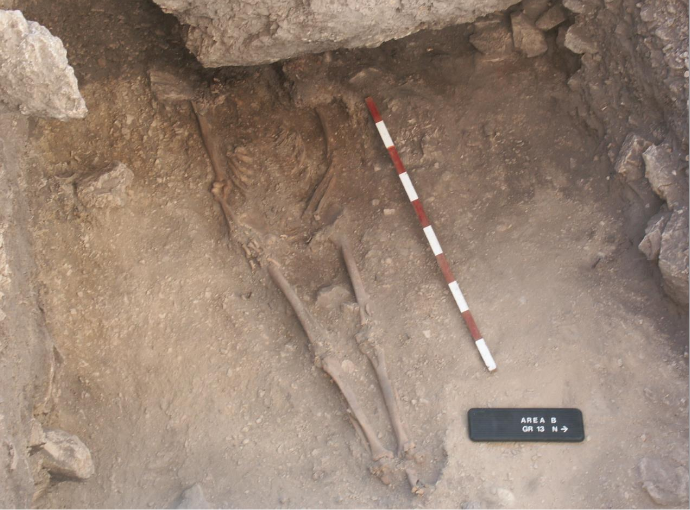
Останки человека из Пынарбаши, 13642 — 13073 гг. до н. э.

Существование этой древней популяции было установлено с помощью генетического анализа останков человека из поселения Пынарбаши в центральной Малой Азии, которое датируется 13642 — 13073 гг. до н. э. Эта популяция генетически отличается от остальных известных популяций плейстоцена.
Было обнаружено, что популяции анатолийского неолита (анатолийские неолитические земледельцы) наследуют большую часть своей родословной от AHG с незначительным потоком генов из иранских/кавказских и левантийских источников, что позволяет предположить, что сельское хозяйство было принято этими охотниками-собирателями in situ, а не распространялось путем демической диффузии в регионе.
Анатолийские охотники-собиратели начали заниматься сельским хозяйством около 8300 г. до н. э. в таких местах, как Чайоню. Коровы, овцы и козы, возможно, впервые были одомашнены на юге Турции. Эти земледельцы переселились во Фракию (ныне Европейская Турция) около 7000 г. до н. э.

## Генетика

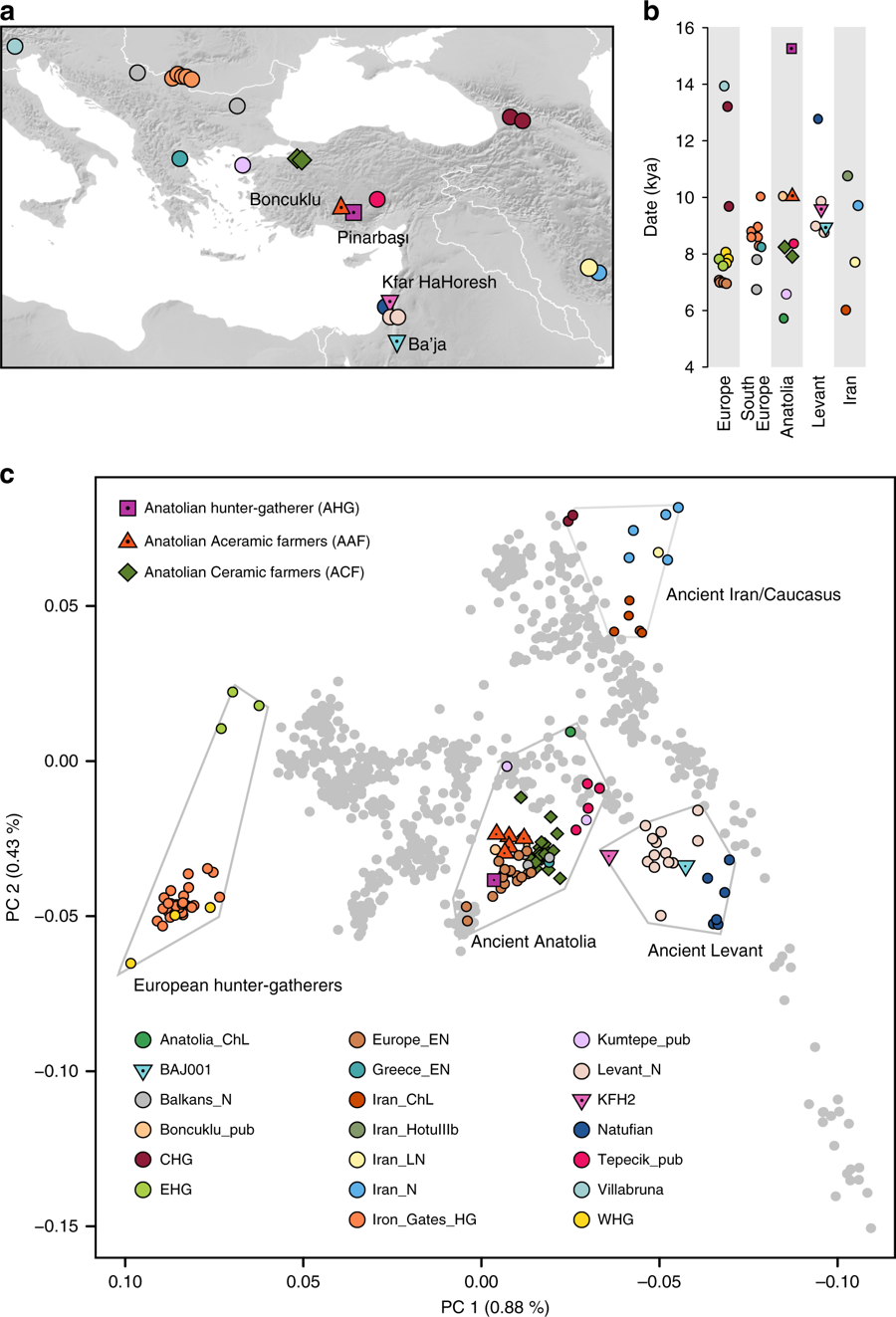
Метод главных компонент (Feldman et al. 2019) показывает генетическое родство анатолийских охотников-собирателей с другими древними популяциями.

Метод главных компонент (PCA) показывает, что на аутосомном уровне особь AHG оказывается близкой к двум более поздним анатолийским популяциям, анатолийским докерамическим земледельцам (8300-7800 гг. до н. э.), и анатолийским керамическим земледельцам (7000-6000 гг. до н. э.). Эти ранние анатолийские земледельцы позже в значительной степени заменили европейские популяции охотников-собирателей в Европе, в конечном итоге став основным генетическим вкладом в современные европейские популяции, особенно средиземноморские. Кроме того, их положение в этом анализе является промежуточным между натуфийскими земледельцами и западноевропейскими охотниками-собирателями (WHG). Этот последний пункт подтверждается анализом ADMIXTURE и qp-Adm и подтверждает присутствие охотников-собирателей как европейского, так и ближневосточного происхождения в Центральной Анатолии в позднем плейстоцене. Мезолитические индивиды с Балкан, известные как охотники-собиратели Железных Ворот, являются наиболее генетически схожей группой с линией анатолийских охотников-собирателей. Фельдман и др. предполагают, что это родство не обусловлено генетическим потоком от AHG к предкам кластера Виллабруна, а наоборот: существовал генетический поток от предков кластера Виллабруна к предкам AHG.
Другие генетические исследования показали, что связь AHG с WHG и натуфийскими охотниками-собирателями объясняется тем фактом, что эти популяции внесли значительный вклад от охотников-собирателей, связанных с верхним палеолитом Кавказа.

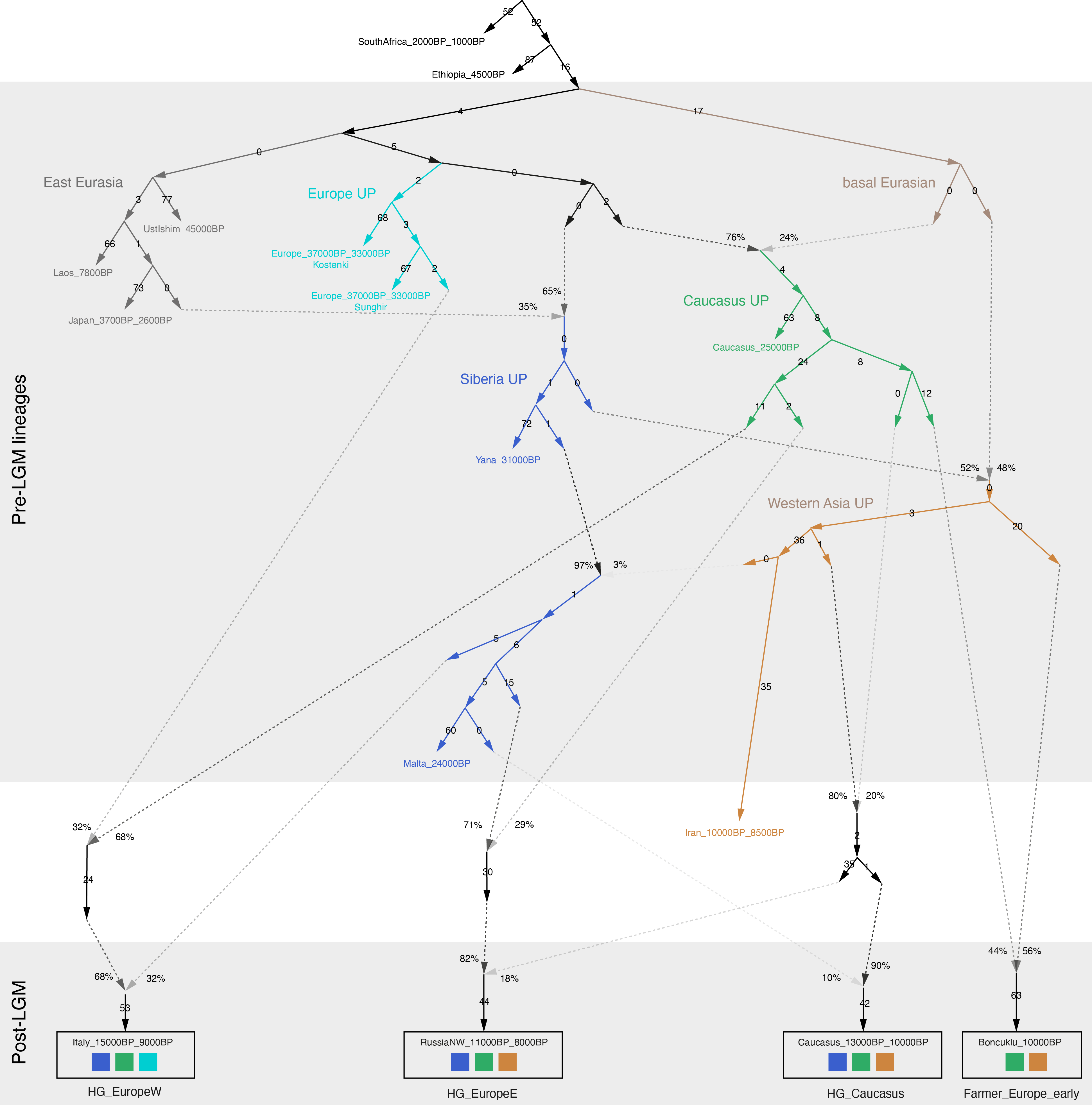
График смешения глубоких евразийских линий (Аллентофт и др., 2024)

## Однородительские маркеры
Проанализированный индивидуум ZBC (13 642 — 13 073 лет до н. э.) из местечка Pınarbaşı в турецкой провинции Конья принадлежит к Y-хромосомной гаплогруппе C1a2 (C-V20), которая была обнаружена у некоторых ранних WHG, и митохондриальной гаплогруппе K2b. Как отцовская, так и материнская линии редки в современных евразийских популяциях.